# Purpose
Purpose je čtvrté studiové album kanadského zpěváka Justina Biebera. Vydáno bylo v listopadu 2015 společnostmi Def Jam Recordings a School Boy Records. Na produkci alba se podíleli například Skrillex a Diplo. V americké hitparádě Billboard 200 se umístilo na první příčce, stejně jako v řadě dalších zemích. V několika zemích se stalo platinovým.

## Seznam skladeb
1. „Mark My Words“ – 2:14
2. „I'll Show You“ – 3:20
3. „What Do You Mean?“ – 3:27
4. „Sorry“ – 3:20
5. „Love Yourself“ – 3:54
6. „Company“ – 3:28
7. „No Pressure“ – 4:47
8. „No Sense“ – 4:35
9. „The Feeling“ – 4:05
10. „Life Is Worth Living“ – 3:55
11. „Where Are Ü Now?“ – 4:03
12. „Children“ – 3:43
13. „Purpose“ – 3:30